# Chorotypus brunneri
Chorotypus brunneri är en insektsart som först beskrevs av Kirby, W.F. 1910.  Chorotypus brunneri ingår i släktet Chorotypus och familjen Chorotypidae. Inga underarter finns listade i Catalogue of Life.